# Otto Preminger
Otto Ludwig Preminger (5. prosince 1905, Vyžnycja – 23. dubna 1986, New York) byl rakousko-americký filmový režisér a producent židovského původu narozený na území dnešní Ukrajiny.

## Život
Jeho rodné město leželo na východě Rakousko-Uherska. Když začala první světová válka (v níž se mj. utkali Rakousko a Rusko), uprchla jeho rodina před frontou do Vídně. Vystudoval práva na Vídeňské univerzitě. Začal ale kariéru divadelního režiséra, když jeho mentorem byl slavný Max Reinhardt. Filmy začal točit také ještě v Rakousku, v roce 1930 vytvořil první (Die große Liebe). V roce 1935 dostal nabídku od Twentieth Century Fox a odešel do USA. To měl na kontě již 26 snímků. V Hollywoodu přidal čtyřicítku dalších. Dvakrát byl nominován na Oscara za nejlepší režii - za filmy Laura (1944) a The Cardinal (1963). Za produkci (nejlepší film) byl nominován jeho slavný kriminální film Anatomy of a Murder (1959). K ceněným patří i jeho noirové snímky The Man with the Golden Arm (1956) s Frankem Sinatrou v hlavní roli a Fallen Angel (1945). Snímek Laura patří k zakladatelským počinům noirového žánru. Oblíbená byla i romantická komedie The Moon Is Blue (1953). Jeho filmy se často potýkaly s cenzurními zásahy, ať už kvůli zobrazování užívání drog (The Man with the Golden Arm), násilí (Anatomy of a Murder) či homosexuality (Advise & Consent, 1962)